# Mandevilla stephanotidifolia
Mandevilla stephanotidifolia är en oleanderväxtart som beskrevs av R. E Woodson. Mandevilla stephanotidifolia ingår i släktet Mandevilla och familjen oleanderväxter. Inga underarter finns listade i Catalogue of Life.